# Haliscera bigelowi
A Haliscera bigelowi é uma espécie de hidrozoário de águas profundas da família Halicreatidae.

## Descrição
Tem um corpo com um formato de um guarda-chuva com 15 a 17 milímetros de largura, 9 a 10 milímetros de altura, quase hemisférico, com ápice hemisférico muito espesso com cerca de 96 tentáculos marginais em adultos. Tem cerca de 12 tentáculos marginais e 3 estatocistos em cada octante. O espessamento do tecido cnidocisto marginal é menos pronunciado do que na Haliscera conica. Tem as gónadas amplamente ovais, com cerca de dois quintos do comprimento dos canais radiais, localizadas ligeiramente mais próximas do manúbrio do que a margem do sino.